# リチャード・ブリジェンス
リチャード・ブリジェンス（Richard Perkins Bridgens、1819年 - 1891年）は、幕末から明治にかけて活躍したイギリス系アメリカ人の建設技師。「横浜西洋館の祖」などとも呼ばれる。

## 経歴
ブリジェンズはイギリスのバーミンガムで家具職人の子として生まれた。父親（リチャード・ヒックス・ブリジェンズ、1785–1846）は、リバプールの彫刻・家具職人のジョージ・ブロックに弟子入りし、1814年にブロックとともにロンドンに移った。1819年に独立して故郷のバーミンガムで家具作りをしていたが、1825年に妻が当時イギリスの植民地だったトリニダード島の砂糖プランテーションを相続したのを機に一家で移住した。父親は彫刻や絵画、デザインなど幅広く手掛け、1836年には画集 West India Scenery を出版したほか、ポートオブスペインの公共事業監督にも就任し、1844年には当地初の官庁の設計を手掛けた（のちに改築され、現在はトリニダード・トバゴの国会議事堂）。
ブリジェンスは5歳でトリニダードに移ったのち、1851年には、アメリカのチャールストン (サウスカロライナ州) で土地調査と図面書きの仕事をしていた。弟とともに1852年にはペンシルベニアの、1854年にはサンフランシスコの地図を制作出版した。サンフランシスコには数年滞在していた記録が残されている。

## 横浜居留地
横浜居留地最初期外国商人の一人であるアメリカ人骨董競売人のラファエル・ショイヤー (Raphael Schoyer) の妻アンと親戚であったことから、横浜に呼び寄せられたらしく、元治元年（1864年）に来日し、横浜外国人居留地の土木技術事務所のルーシィ社 (Lucy & Co.) に勤めた。
慶応2年（1866年）の豚屋火事の後、ブリジェンスによって木骨石貼りで多数の建物が再建されていったと考えられる。イギリス公使のハリー・パークスとの知遇を得て、1867年には横浜英国仮公使館と横浜英国領事館の設計を始めたが、その後、イギリス政府から派遣された建設技師によって設計し直された。

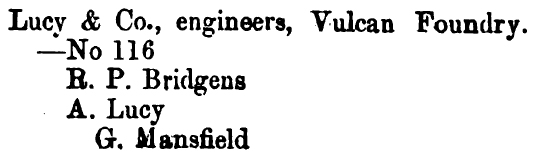
1869 China & Japan Directory.

1870年前後には、ジョージ・ウィットフィールド、P.S.ドーソン、コリン・アレクサンダー・マクヴェイン（ヴァルカン・ファンドリー）の外国人技師、清水喜助と高島右衛門の日本人請負大工らと一緒に仕事をしていた。
耐火構法として日本にもとももとあった木骨石貼り (stone casing) だけではなく、もっと簡便ななまこ壁を用いることもあり、なまこ壁外装の英国仮公使館建物は高島嘉右衛門 が、木骨石貼りの領事館建物は清水喜助(二代目)が建設を請負い、ブリジェンスが施工監理を行った。その後、喜助とともに横浜から築地に進出し、築地ホテル館を設計施工監理した。喜助はこの経験を基に、後に第一国立銀行や為替バンク三井組といった擬洋風建物を建築している。
1872年、日本初の鉄道駅舎として開業した横浜駅（現在の桜木町駅）と新橋駅（現在の汐留）を設計した。なお、「旧新橋停車場跡」は国の史跡に指定され、2003年（平成15年）ブリジェンスが設計した開業当時の駅舎が復元された。
明治24年（1891年）に72歳で没、横浜外国人墓地に埋葬された。

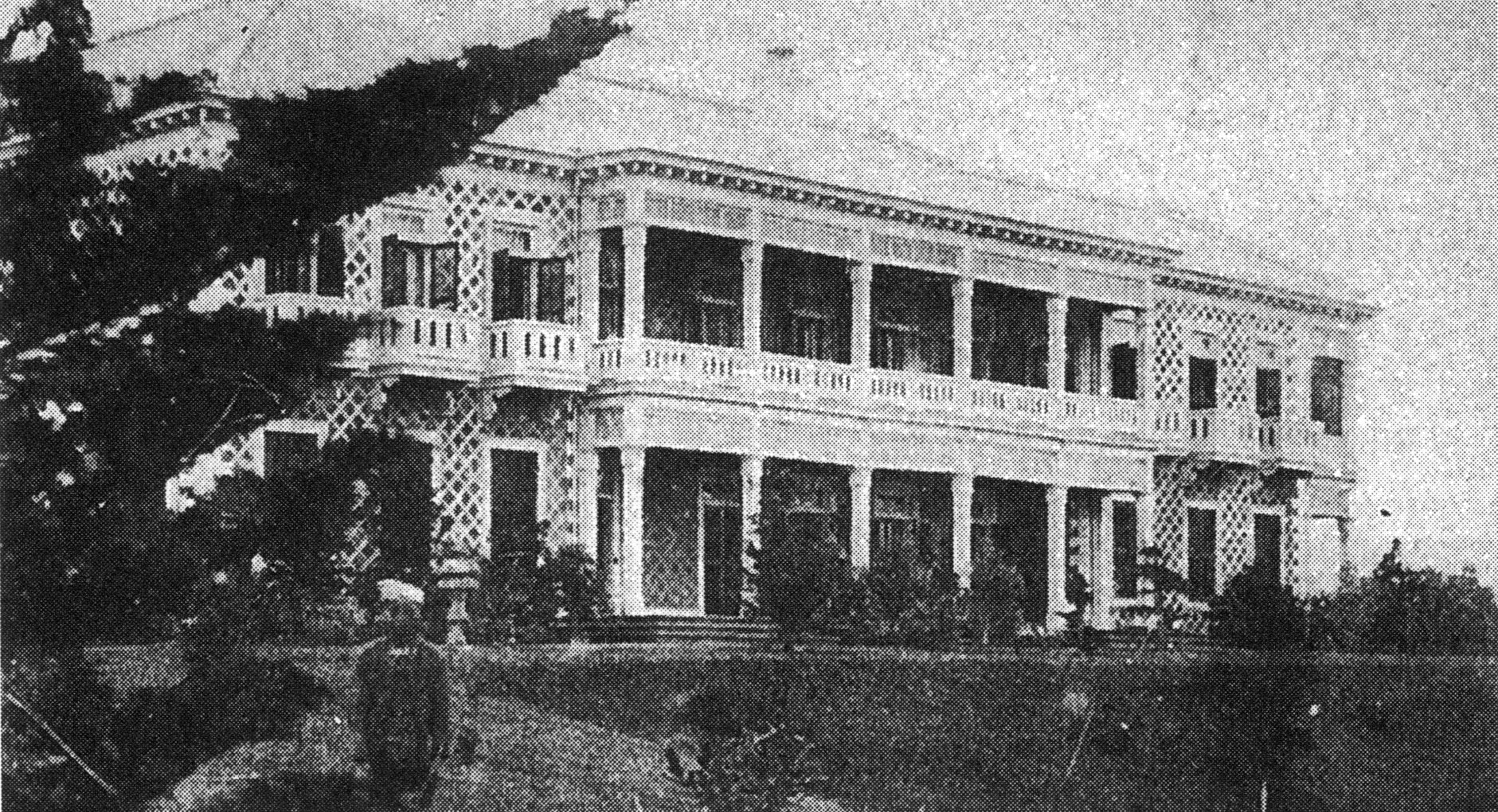
横浜英国仮公使館
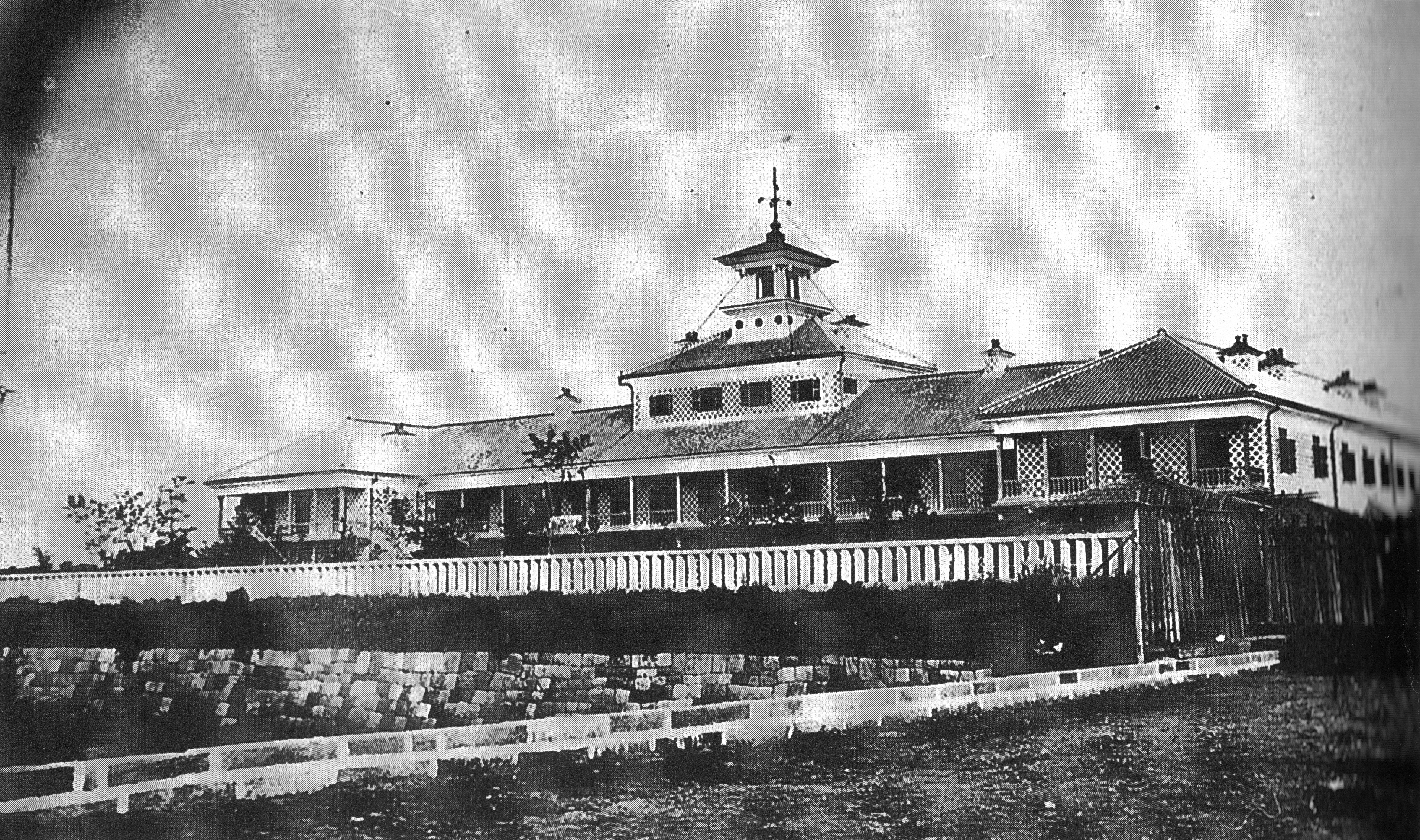
築地ホテル館
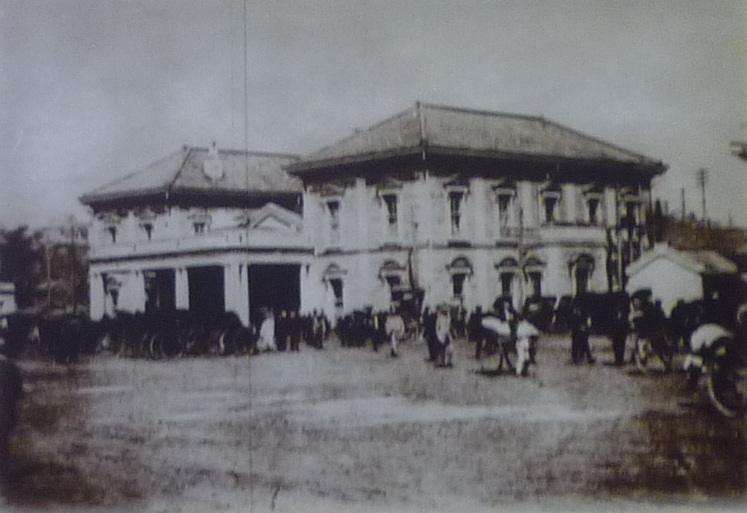
横浜駅
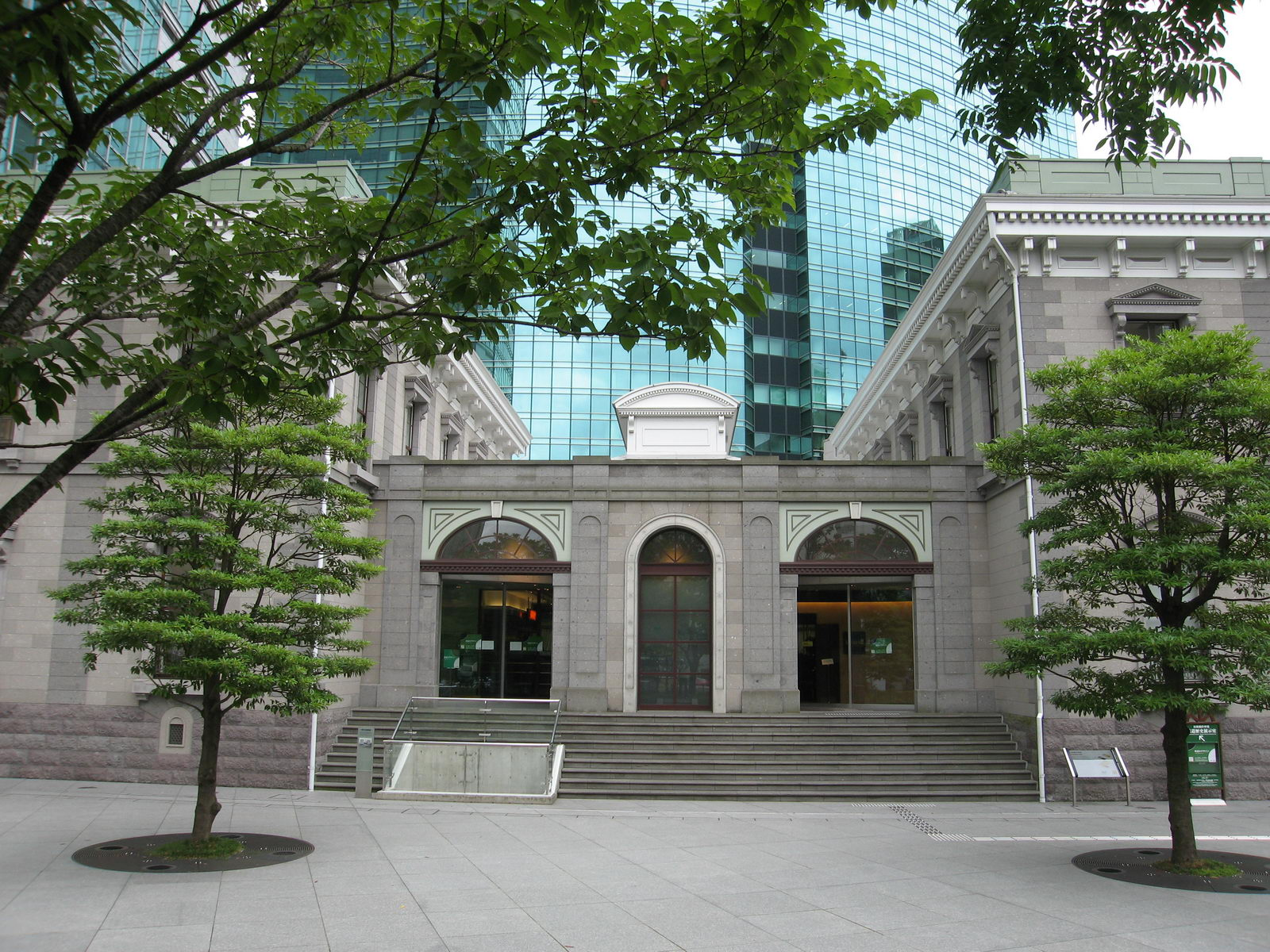
新橋駅（2003年復元）